# Paul Kugler
Paul Kugler (* 24. September 1889 in Berlin-Tempelhof; † 30. Oktober 1976 in Berlin-Charlottenburg) war ein deutscher Fußballspieler und Fußballtrainer.

## Sportliche Laufbahn

### Vereinsspieler
Der Berliner begann 1905 seine Fußball-Karriere beim Berliner SC und wechselte 1910 zum BTuFC Viktoria 89. Der Lange, wie er von seinen Freunden ob seiner Körpergröße von 1,86 m genannt wurde, war ein vielseitiger Fußballer, der meistens im Sturm auf der halblinken Position eingesetzt wurde, aber auch als Mittelläufer und Torhüter zum Einsatz gelangte. Am 4. Juni 1911 wurde er mit seiner Mannschaft Deutscher Meister, nachdem das Finale gegen den VfB Leipzig mit 3:1 gewonnen wurde, zu dem er ein Tor, dem Treffer zum 2:0 in der 52. Minute, beitrug. Nach Ende des Ersten Weltkrieges wechselte er zu den Vereinigten Breslauer Sportfreunden, mit denen er zwischen 1920 und 1927 fünfmal Südostdeutscher Meister und einmal Zweiter der Meisterschaft wurde. Im selben Zeitraum nahm er auch an fünf Endrunden um die deutsche Meisterschaft teil, bei denen die Breslauer Sportfreunde 1920 bis ins Halbfinale vorstießen. Als Verbandsauswahlspieler streifte Kugler 28-mal das Berliner und 22-mal das schlesische Trikot über. Nach einzelnen Angaben kehrte Kugler zum Ausklang seiner Karriere nochmals zum Berliner SC zurück.

### Nationalspieler
Kugler avancierte 1911 zum Nationalspieler und debütierte am 29. Oktober in Hamburg im Länderspiel gegen die Nationalmannschaft Schwedens, das mit 1:3 verloren wurde. Sein letztes Länderspiel bestritt er als Mittelläufer am 18. Mai 1913 in Freiburg im Breisgau bei der 1:2-Niederlage gegen die Schweizer Nationalmannschaft.

### Nationalsozialismus
Bereits zum 1. Mai 1932 trat Kugler der NSDAP bei (Mitgliedsnummer 1.103.679). Zum 18. Oktober 1937 wurde Kugler wegen Unterschlagung aus der Partei ausgeschlossen, er war im selben Jahr zuvor bereits wegen des Besuchs eines jüdischen Lokals verwarnt worden.

### Trainer
Nach dem Ende des Zweiten Weltkriegs betätigte sich Kugler als Fußballtrainer in der DDR. In der Saison 1949/50 trainierte er den Erstligisten Betriebssportgemeinschaft (BSG) „Hans Wendler“ in Stendal, nach Gründung der DDR-Oberliga war er 1951/52 Trainer bei der BSG Aktivist Brieske-Ost in Senftenberg und in der folgenden Saison beim Oberligisten BSG Stahl in Thale.